# Rotpalfen
Der Rotpalfen oder Wasserwandkopf ist ein 2367 m hoher Gipfel im Hochkalter-Massiv im deutschen Teil der Berchtesgadener Alpen. Er erhebt sich aus dem Kamm, der westlich des Blaueises vom Hochkalter nach Norden verläuft. Im Norden liegen der Hintersee und der Ort Ramsau bei Berchtesgaden.
Der Rotpalfen dürfte eher selten eigenständiges Ziel einer Bergfahrt sein. Üblicherweise wird er bei der Besteigung des Hochkalters auf dem Normalweg von der Blaueishütte überschritten oder westlich umgangen. Die 1680 m hoch gelegene Hütte wird von Hintersee über den Weg 482 erreicht. Von dort führt ein Steig über die Moränen-Schotter des Blaueis-Gletschers nach Südwesten. Durch eine Schotterrinne in leichter Kletterei nach Westen wird der Gipfel des Rotpalfens über die Einschartung des »Schönen Flecks« erreicht (Stellen im Schwierigkeitsgrad II der UIAA-Skala).
Zwischen Rotpalfen und Kleinkalter verläuft eine Schlucht, in deren unterem Ende die Kletterroute Alte Rotpalfen Südwand beginnt. Die Route ist 450 Meter lang und hat die Schwierigkeit V- und IV+. Auch durch die Ostwand führt eine Kletterroute im IV. Schwierigkeitsgrad. Eine weitere Route führt als Rotpalfenriß über die Südostkante (V+).